# Johannes Vetter
Johannes Vetter (Dresden, 26 de março de 1993) é um atleta alemão e campeão mundial especializado no lançamento de dardo. Seu recorde pessoal na modalidade é de 96,76 m conquistado em 2020, é a segunda melhor marca da história para a prova.